# Char kway teow
Char kway teow, littéralement « bandes de gâteau de riz frit », est un plat de nouilles populaire en Malaisie, Singapour, Brunei, ainsi qu'en Indonésie.
C'est un plat à base de nouilles de riz plates (河粉, hé fěn en mandarin) d'approximativement 1 cm ou, dans le nord de la Singapour, de 0,5 cm de largeur, que l'on frit avec de la sauce de soja, du piment, une petite quantité de belacan, des crevettes, des Tegillarca granosa décortiquées, des pousses de soja et de la ciboule de Chine. Le plat est aussi généralement mélangé avec de l'œuf, des tranches de saucisse chinoise et du fishcake. Le char kway teow est traditionnellement frit dans de la graisse de porc avec des lardons, et servi sur une feuille de bananier.

## Variantes

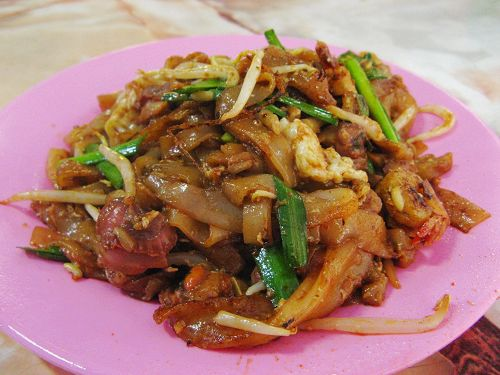
Char kway teow de Singapur.

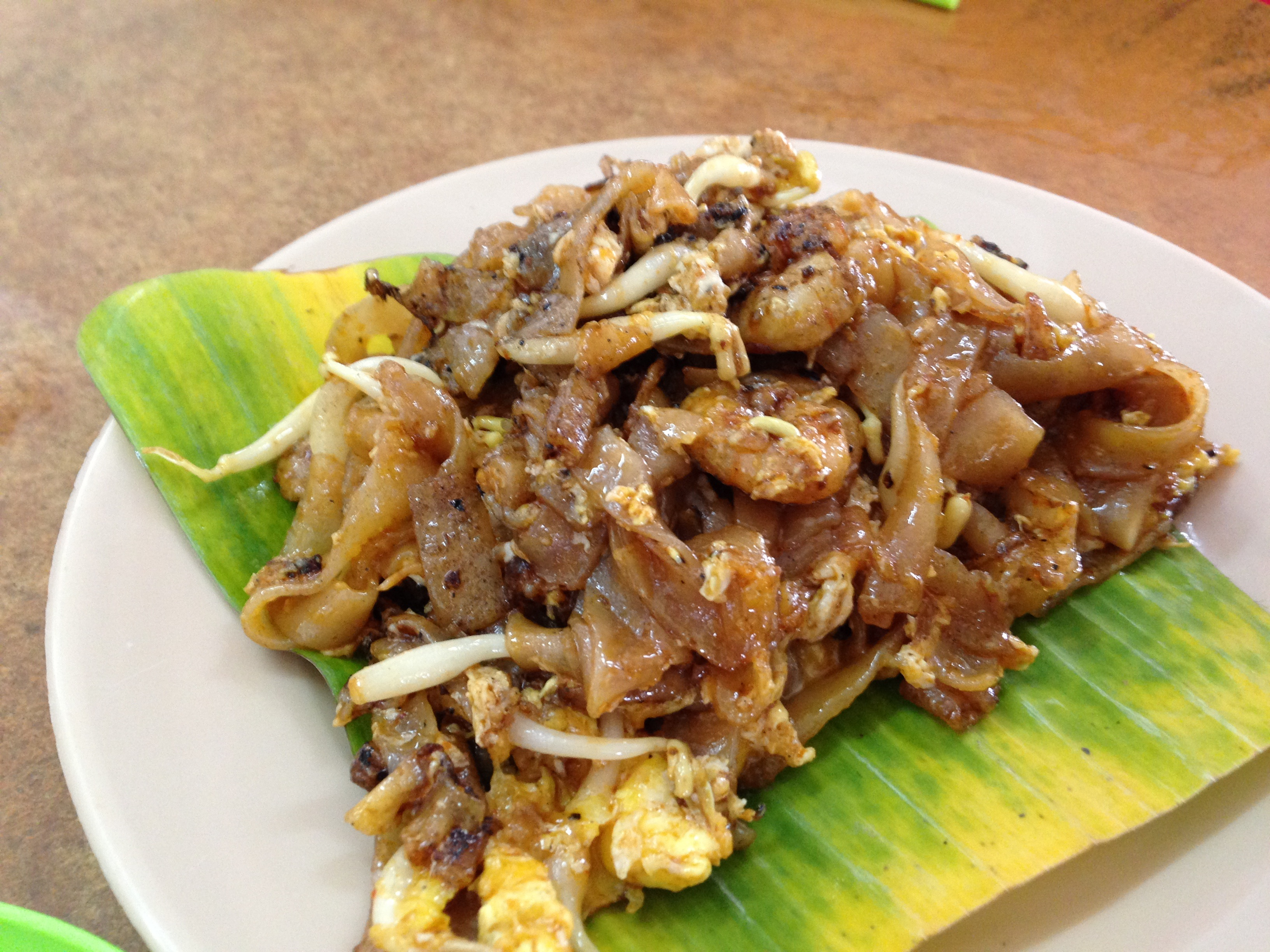
Char kway teow de Penang.

Dans le passé, il était traditionnellement frit dans de la graisse de porc et sans œuf (sauf sur demande). Plus récemment, l'huile de cuisson est privilégiée pour des raisons sanitaires ou religieuses, et l'œuf est devenu un ingrédient basique de ce plat. Les versions de char koay teow préparées par les musulmans en Singapour excluent la graisse de porc et y introduisent de la sauce soja et des épices. Il existe aussi des versions végétariennes qui peuvent inclure ou pas des œufs.
D'autres versions de char kway teow, à Ipoh et Penang notamment, contiennent plus de fruits de mer, de la chair de crabe et des œufs de cane.
Le char kway teow est un plat à emporter populaire en  Australie et en Nouvelle-Zélande.
En Birmanie, on trouve une variante appelée beik kut kyae kaik. C'est un plat populaire sur la côte sud, dans les villes de Mergui (baik est la prononciation birmane) et de Rangoun. Il contient plus de poivre et de fruits de mer que le kway teow malais. Les nouilles de riz sont plus fines et sont frites avec des pois jaunes bouillis, des pousses de soja, des encornets et des crevettes, des oignons et de la sauce soja épaisse. Une fois frites, les nouilles sont coupées au ciseau (kut kyae en birman), d'où son nom. Dans de nombreux restaurants de cuisine fusion asiatique aux États-Unis, comme la chaine Cafe Asia, ce plat est nommé gway tiao.
De nombreux restaurants asiatiques à Hong Kong présentent le char kway teow en tant que spécialité singapourien. Sa recette est quelque peu différente : nouilles de riz plates, crevettes, char siu, oignons et pousses de soja, le tout assaisonné de curry. Dans certains endroits, il est appelé fried good dale (traduction des caractères 炒貴刁).
En Indonésie, il existe un plat similaire, appelé kwetiau goreng (indonésien : « nouilles de riz plates frites »), servi dans les restaurants chinois, les warung (restaurants de rue), et par les marchands ambulants. La version indonésienne est plus sucrée, par l'emploi de kecap manis (sauce soja sucrée), et à la fois plus épicé par l'emploi de sambal. On y trouve moins d'huile, et il est majoritairement halal. Pas de porc ni de lard ; on y trouvera toutefois du bœuf ou de la volaille pour satisfaire la majorité musulmane du pays. Certains restaurants chinois utilisent toutefois de la graisse de porc pour ce plat pour une clientèle non-musulmane.
Dans la cuisine vietnamienne, on trouve un plat semblable appelé hủ tiếu xào. La cuisine thaïlandaise a également sa version, appelée phat si-io.